# پوزدیخوو
پوزدیخوو (به چکی: Pozděchov) یک منطقهٔ مسکونی در جمهوری چک است که در ناحیه وستین واقع شده‌است. پوزدیخوو ۱۳٫۴۴ کیلومتر مربع مساحت و ۵۶۶ نفر جمعیت دارد و ۴۹۰ متر بالاتر از سطح دریا واقع شده‌است.

## نگارخانه

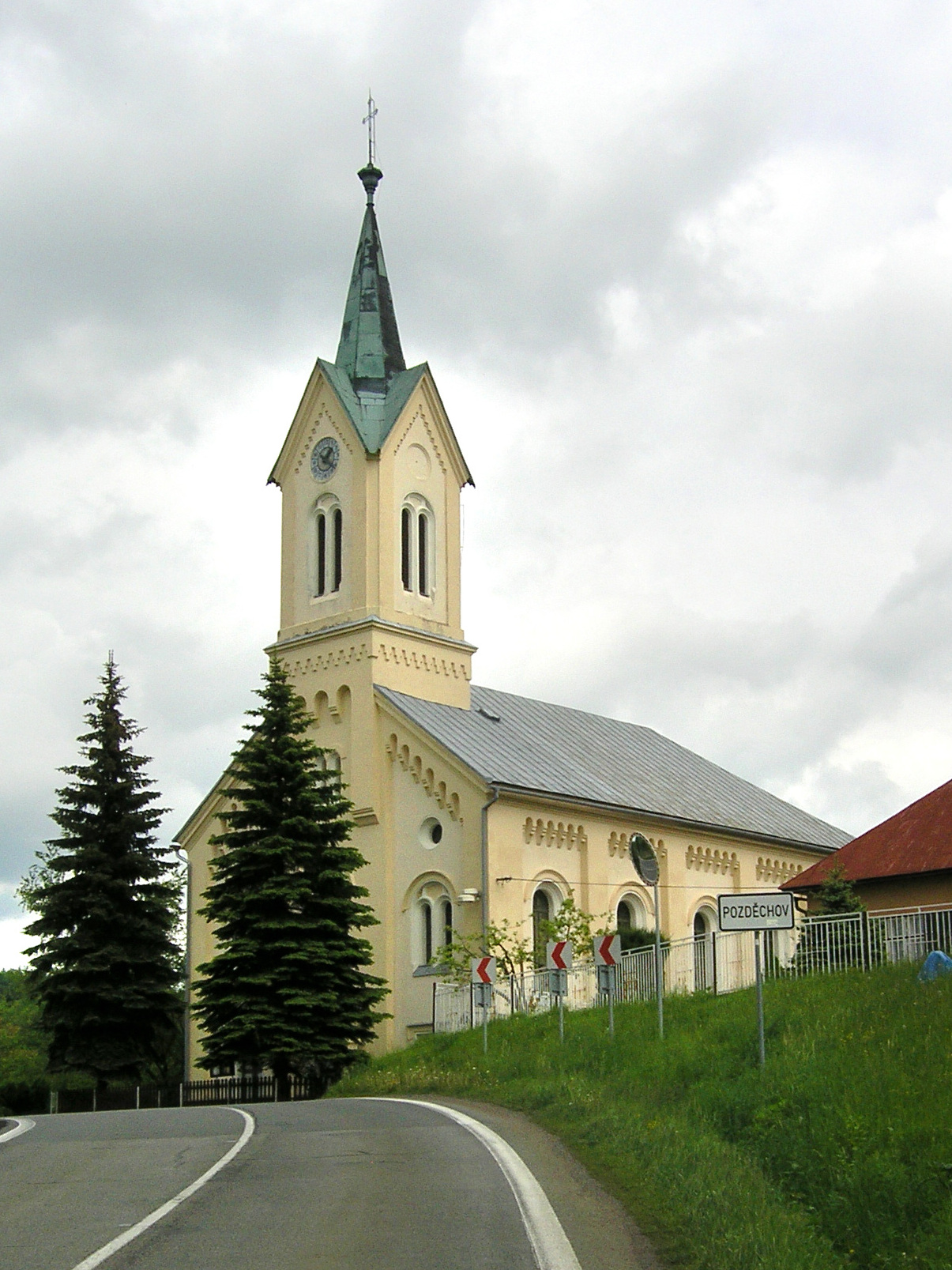
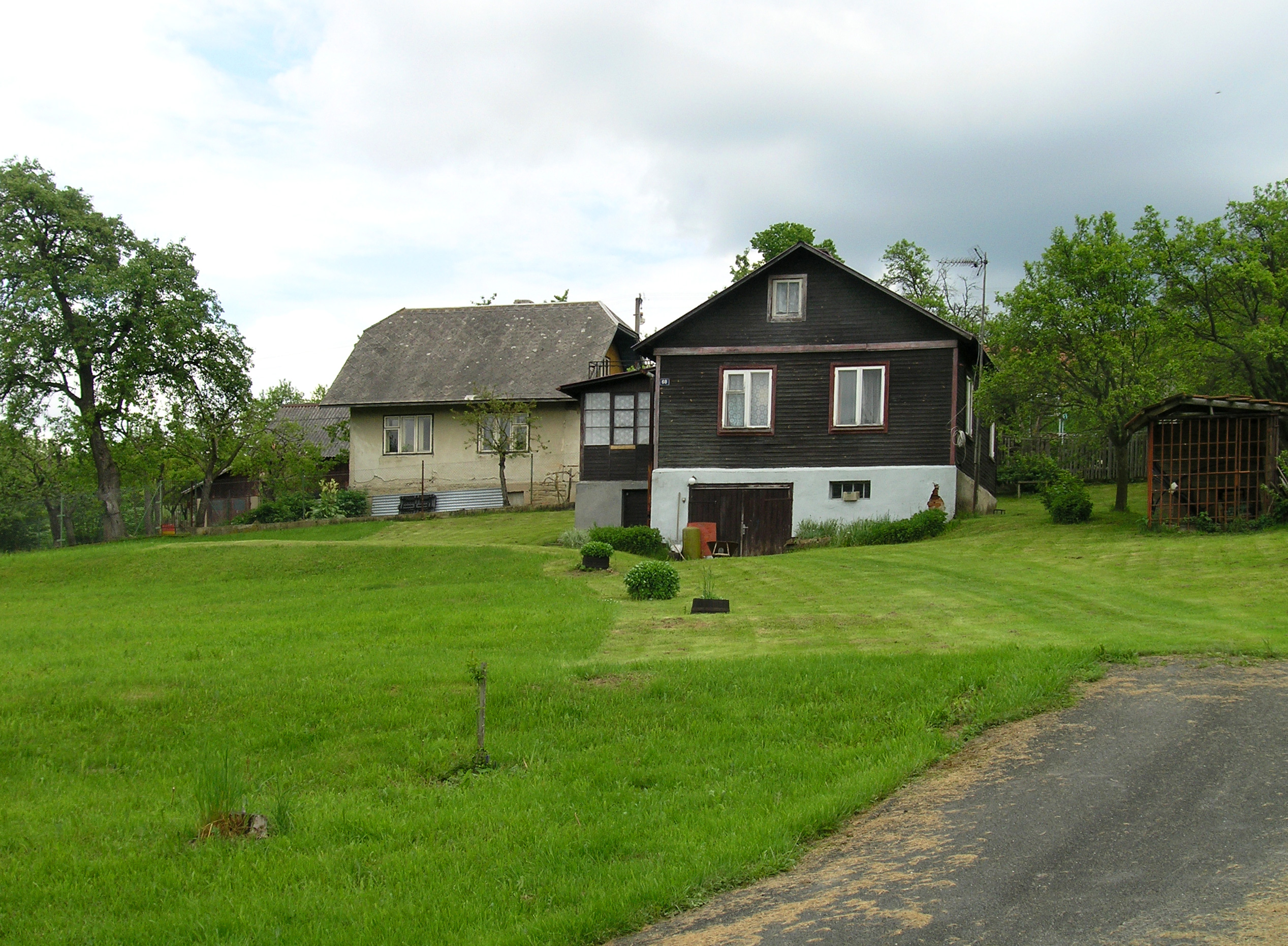
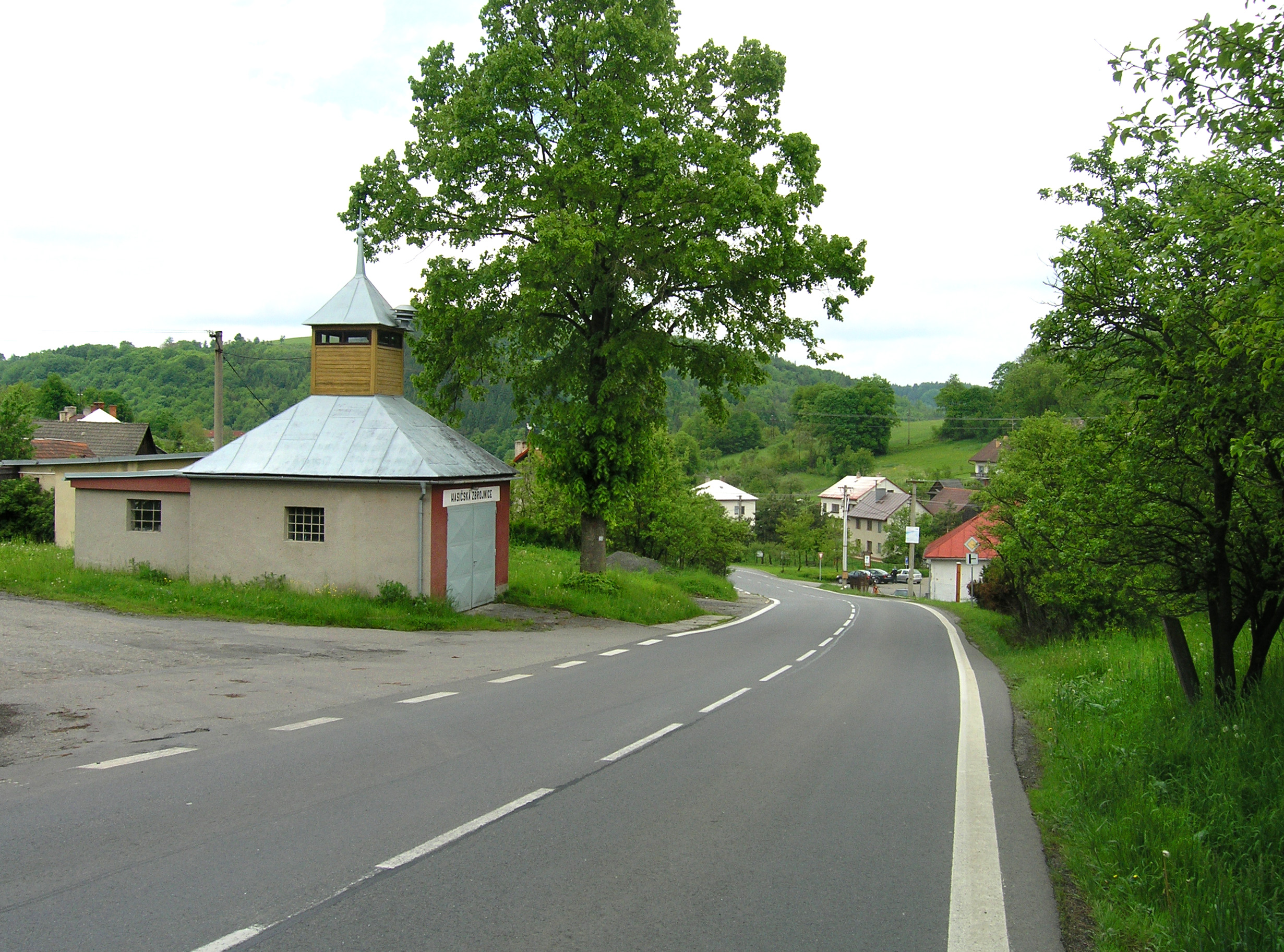